# Тихон (митрополит всей Америки и Канады)
Митрополит Тихон (англ. Metropolitan Tikhon, в миру Марк Рэймонд Моллард, англ. Marc Raymond Mollard; 15 июля 1966, Бостон) — епископ Православной церкви в Америке, с 13 ноября 2012 года — предстоятель Православной церкви в Америке с титулом Блаженнейший Архиепископ Вашингтонский, Митрополит всей Америки и Канады. В 2005—2012 годах — архиепископ Филадельфийский и Восточно-Пенсильванский.
Тезоименитство — 9 октября (память патриарха Тихона).

## Биография
Был старшим из трёх детей Франсуа и Элизабет Моллард, бывших прихожанами Епископальной церкви. После недолгого проживания в штате Коннектикут, во Франции и в штате Миссури его семья поселилась в Рединге (штат Пенсильвания), где он окончил Вайомиссингcкую среднюю школу в 1984 году. О своём религиозном пути вспоминал: 
Я был воспитан в Англиканской церкви, в Епископальной церкви Соединённых Штатов. Лично я отпал от Церкви, от веры в Бога, когда был еще очень молодым, и потом медленно в нее возвращался. Мой отец ученый, и я воспитывался с мыслью, что можно быть либо умным, либо религиозным. Когда я был еще молодым и неопытным, то решил, что лучше буду умным, но потом медленно, после знакомства с разными людьми, понял, что можно быть умным верующим человеком. Я начал внимательнее изучать жизнь Церкви, в конце концов люди и книги открыли мне православную веру, и я начал приходить к православию.
В 1988 году он получил степень бакалавра по французскому языку и социологии от Колледжа Франклина и Маршалла в Ланкастере (штат Пенсильвания), после чего переехал в Чикаго, где посетил службу в местном православном храме Петра и Павла в юрисдикции ПЦА.
В 1989 году перешёл в православие из епископальной церкви, после чего, осенью того же года, поступил в Свято-Тихоновскую духовную семинарию в Саут-Кэйнане. Годом позже он поступил в качестве послушника в монашескую братию местного Тихоновского монастыря.
По выпуске в 1993 году из семинарии со степенью магистра богословия (Master of Divinity), он был назначен преподавателем Ветхого Завета в Свято-Тихоновской семинарии. Впоследствии он работал старшим преподавателем Ветхого Завета и преподавал курсы магистратуры по Пророкам, Псалмам и книгам о мудрости. Он также служил преподавателем в программе дополнительного образования семинарии, предлагая курсы по жизни ветхозаветных святых, литургическому использованию Ветхого Завета и Ветхого Завета в святоотеческой литературе.
Принял участие в издании составленной игуменом Александром (Голицыным) книги «The Living Witness of the Holy Mountain» («Живое свидетельство Святой Горы»), подобрав иллюстрации для издания.
В 1995 году он был пострижен в малую схиму архиепископом Филадельфийским Германом (Свайко), и наречён Тихоном, в честь святителя патриарха Тихона, почитаемого в Америке также как просветителя этой земли. Позднее в том же году он был рукоположён во диакона и во пресвитера в Свято-Тихоновском монастыре. В 1998 году он был возведён в игуменское, а в 2000 году — в архимандричье достоинство.

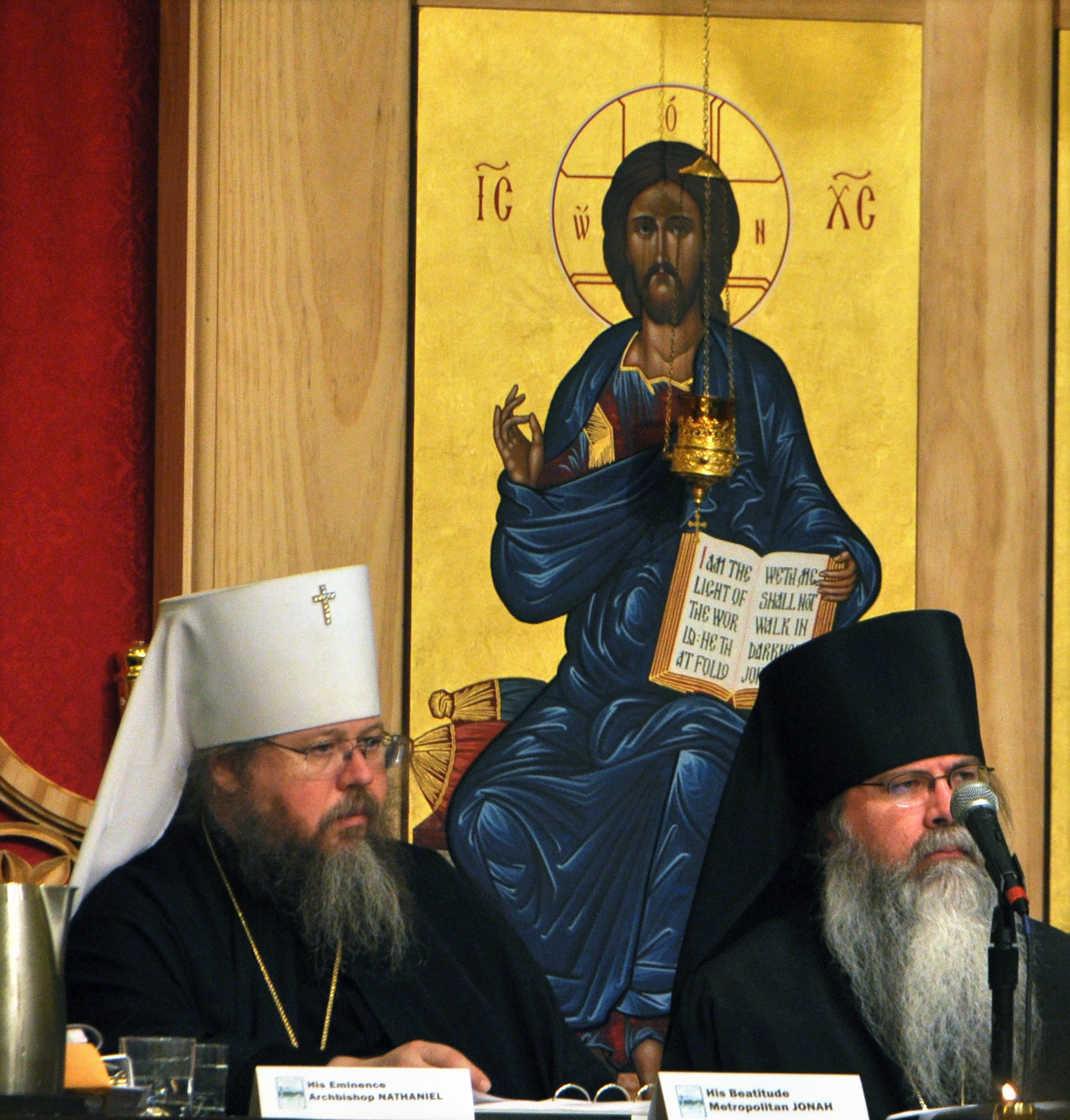
Митрополит Иона и епископ Тихон

В декабре 2002 года митрополитом Германом он был назначен наместником Свято-Тихоновского монастыря.
В октябре 2003 года решением Священного Синода Православной Церкви в Америке архимандрит Тихон был избран на должность митрополичьего викария.
14 февраля 2004 года в храме святителя Тихона Задонского Свято-Тихоновского монастыря хиротонисали его во епископа Саут-Кэйнанского (Южно-Ханаанского), викария Митрополита всей Америки и Канады. Хиротонию совершили: митрополит Герман (Свайко), митрополит Феодосий (Лазор), архиепископ Питтсбургский и Западной Пенсильвании Кирилл (Йончев), епископ Оттавский и Канады Серафим (Сторхейм), епископ Бостонский и Олбанской епархии Никон (Лайолин), епископ Ксанфский Димитрий (Кушелл) (Константинопольская православная церковь).
Оставаясь настоятелем Свято-Тихоновского монастыря, а затем и ректором Свято-Тихоновской семинарии, епископ Тихон вступил также во временное управление Филадельфийской епархией. В мае 2005 года на собрании епархии был избран следующим правящим епархиальным архиереем. Его настолование состоялось 29 октября 2005 года в Стефановском соборе Филадельфии.
14 января 2009 года назначен секретарём Священного Синода ПЦА вместо архиепископа Серафима (Сторхейма).
24 февраля по 30 апреля 2011 года временно управлял Епархией Среднего Запада.
9 мая 2012 года решением Священного Синода ПЦА был возведён в сан архиепископа.
13 ноября 2012 года на 17-м Всеамериканском Соборе в Парме (Огайо) избран предстоятелем Православной Церкви в Америке. В тот же день был наречён в Архиепископа Вашингтонского, Митрополита всей Америки и Канады. По оценке митрополита Илариона (Алфеева), высказанной в связи с избранием митрополита Тихона предстоятелем ПЦА, «в последние годы эта самая молодая из Поместных Церквей переживает трудный этап своей истории. Достаточно сказать, что за короткий период времени в ней сменилось уже три Предстоятеля. Среди задач, стоящих перед новоизбранным Блаженнейшим Митрополитом Тихоном, первоочередная — укрепление единства Американской Церкви».
27 января 2013 года в Свято-Николаевском соборе в Вашингтоне состоялась его интронизация как предстоятеля. За литургией ему сослужили иерархи ПЦА, а также епископ Бруклинский Николай (Озон) (Антиохийский Патриархат), управляющий Патриаршими приходами в США архиепископ Наро-Фоминский Юстиниан (Овчинников), епископ Мэйфильдский Георгий (Шейфер) (Русская Зарубежная Церковь) и митрополит Батумский и Лазский Димитрий (Шиолашвили) (Грузинская Православная Церковь).
21 марта 2014 года назначен местоблюстителем архиепархии Канады. Оставался в этой должности до 21 октября 2014 года, когда епископ Ириней (Рошон) был назначен её правящим архиереем.
Предпринимал попытки нормализации отношений с Константинопольским Патриархатом, который не признаёт автокефалию ПЦА. В декабре 2014 года он посетил Фанар, а также побывал в Богословской школе на острове Халки. В июне 2015 года вновь побывал в Константинопольской Патриархии по случаю собрания исполнительного комитета Ассамблеи канонических епископов Соединённых Штатов Америки. 19 марта 2016 года вновь встретился с Патриархом Варфоломеем на Фанаре. В ходе беседы речь шла о подготовке к Всеправославному Собору, намеченному на июнь 2016 года. Митрополит Тихон в числе других иерархов сослужил Патриарху Варфоломею за Божественной Литургией в патриаршей церкви святого Георгия на Фанаре, в воскресенье 20 марта, что явилось первым случаем сослужения Предстоятелей ПЦА и Константинопольского Патриархата.

## Награды
- Орден князя Ярослава Мудрого I степени (Украина, 27 июля 2013) — за выдающуюся церковную деятельность, направленную на подъём авторитета православия в мире, и по случаю празднования на Украине 1025-летия крещения Киевской Руси[13]
- Орден святого равноапостольного великого князя Владимира I степени (РПЦ, 22 июля 2013)[14]